# Bruna Ferraz
Daniela Pacheco (Porto Alegre, 5 de setembro de 1981), conhecida pelo pseudônimo Bruna Ferraz,  é uma atriz brasileira, conhecida por suas atuações em filmes adultos, onde atuou por 9 anos. Em 2021, era a 5ª atriz mais procurada no site da produtora Brasileirinhas.

## Biografia
Em 2005, mudou-se de Porto Alegre para São Paulo, onde iniciou sua carreira como stripper. Posteriormente, passou a atuar como atriz, atividade que exerceu até 2017, com participações em programas de televisão e outras produções. Esteve em algumas edições do quadro Teste de Fidelidade, exibido no programa Eu vi na TV, e em 2007 participou do programa Sem Controle, do SBT.
Bruna Ferraz ganhou notoriedade principalmente na internet, realizando performances sensuais por meio de transmissões em webcam. Em 2007, foi contratada pela produtora de filmes pornográficos Brasileirinhas, gravando seu primeiro filme pornô, A Garota da Web Sex.
Também desfilou como destaque em diversas escolas de samba, entre elas a Unidos de Vila Maria, Gaviões da Fiel e Barroca Zona Sul.
Em 2018, fundou a produtora Prime 4 You, dedicando-se integralmente à função de diretora de cena, roteirista e produtora executiva de conteúdo adulto para canais fechados. Além disso, passou a dirigir comerciais publicitários e outros tipos de produções para televisão e cinema. No mesmo período, lançou linhas próprias de joias e cosméticos.